# Xenobiología
La xenobiología es un subcampo de la biología sintética que consiste en el estudio de la síntesis y manipulación de dispositivos y sistemas biológicos.  El nombre «xenobiología» deriva de la palabra griega xenos, que significa «extraño, extranjero». La xenobiología es una forma de biología que (todavía) no es familiar para la ciencia y no se encuentra en la naturaleza.  En la práctica, describe nuevos sistemas biológicos y bioquímicas que difieren del sistema canónico ADN - ARN de 20 aminoácidos (véase el dogma central de la biología molecular). Por ejemplo, en lugar de ADN o ARN, la xenobiología explora análogos de ácidos nucleicos, denominados ácidos xenonucleicos (AXN), como portadores de información.  También se centra en un código genético ampliado, la vida especular y en la incorporación de aminoácidos no proteinogénicos, o «xenoaminoácidos», en las proteínas.  

## Diferencia entre xenobiología, exobiología y astrobiología
Tanto la exobiología como la astrobiología se ocupan de la búsqueda de vida naturalmente evolucionada en el Universo, principalmente en otros planetas de la zona habitable circunestelar. A veces, también se hace referencia a ellas como xenobiología. Sin embargo, mientras que los astrobiólogos se ocupan de la detección y el análisis de vida en otras partes del universo, la xenobiología intenta diseñar formas de vida con una bioquímica diferente o un código genético diferente al del planeta Tierra. 

## Objetivos
La xenobiología tiene el potencial de originar conocimientos fundamentales sobre la biología y el origen de la vida. Para ello, es necesario saber por qué la vida evolucionó aparentemente a través de un mundo de ARN temprano hasta el sistema ADN-ARN-proteína y su código genético casi universal.  A día de hoy, no se sabe si estas cuestiones fueron un accidente o sinhubo restricciones que descartaron otros tipos de química. Al probar «sopas primordiales» bioquímicas alternativas, se espera comprender mejor los principios que dieron origen a la vida tal como la conocemos.
El código genético codifica en todos los organismos 20 aminoácidos canónicos que se utilizan para la biosíntesis de proteínas. En ciertas situaciones, aminoácidos especiales como la selenocisteína o la pirrolisina pueden ser incorporados por el aparato traductor a las proteínas de algunos organismos.  En conjunto, estos 20+2 aminoácidos se conocen como los 22 aminoácidos proteinogénicos.  Al utilizar aminoácidos adicionales de los más de 700 conocidos en bioquímica, se pueden alterar las capacidades de las proteínas para dar lugar a funciones catalíticas o materiales más eficientes. Un ejemplo es el proyecto Metacode, ―financiado por la Unión Europea ― que tiene como objetivo incorporar la metátesis (una función catalítica útil hasta ahora no conocida en organismos vivos) en células bacterianas. Otra razón por la que la xenobiología podría mejorar los procesos de producción radica en la posibilidad de reducir el riesgo de contaminación por virus o bacteriófagos en los cultivos, ya que las células xenobiológicas ya no proporcionarían células hospedadoras adecuadas, volviéndolas más resistentes (un enfoque llamado contención semántica).
La xenobiología ofrece la opción de diseñar un «cortafuegos genético», un nuevo sistema de biocontención que puede ayudar a fortalecer y diversificar los enfoques actuales.  Una de las preocupaciones que plantean la ingeniería genética y la biotecnología tradicionales es la transferencia horizontal de genes al medio ambiente y los posibles riesgos para la salud humana. Una de las ideas principales de la biología molecular es diseñar códigos genéticos y bioquímicas alternativas para que la transferencia horizontal de genes ya no sea posible.  Además, la bioquímica alternativa también permite nuevas auxotrofías sintéticas. La idea es crear un sistema biológico ortogonal que sería incompatible con los sistemas genéticos naturales. 

## Enfoque científico
En xenobiología, el objetivo es diseñar y construir sistemas biológicos que difieran de sus contrapartes naturales en uno o más niveles fundamentales. Lo ideal sería que estos organismos nuevos en la naturaleza fueran diferentes en todos los aspectos bioquímicos posibles y exhibieran un código genético muy diferente.  El objetivo a largo plazo es construir una célula que almacene su información genética no en ADN sino en un polímero informativo alternativo compuesto por ácido xenonucleico (AXN), diferentes pares de bases, utilizando aminoácidos no canónicos y un código genético alterado. Hasta ahora se han construido células que incorporan sólo una o dos de estas características.

### Ácidos xenonucleicos (AXN)
La investigación sobre formas alternativas de ADN fue impulsada por la pregunta de cómo evolucionó la vida en la Tierra y por qué el ARN y el ADN fueron seleccionados por evolución (química) sobre otras posibles estructuras de ácidos nucleicos.  Las dos hipótesis para la selección del ARN y el ADN como columna vertebral de la vida son que o bien se ven favorecidos por las condiciones de vida de la Tierra, o bien estaban presentes por coincidencia en la química anterior a la vida y continúan utilizándose ahora.  Durante los últimos años se desarrollaron biopolímeros informativos completamente nuevos. Hasta el momento, se han sintetizado varios AXN con nuevas cadenas químicas principales o grupos salientes del ADN,     por ejemplo: ácido nucleico de hexosa (AHN); ácido nucleico de treosa (ATN);  ácido nucleico de glicol (AGN); ácido nucleico de ciclohexenilo (ACeN).  La incorporación de AXN en un plásmido, utilizando 3 codones de HNA, se logró ya en 2003.  Este AXN se utiliza in vivo (E. coli) como plantilla para la síntesis de ADN. Este estudio, que utilizó un casete genético binario (G/T) y dos bases no-ADN (Hx/U), se extendió a CeNA, mientras que el AGN parece ser demasiado diferente como para que el sistema biológico natural lo utilice como plantilla para la síntesis de ADN.  Las bases extendidas que utilizan una cadena principal de ADN natural también podrían transcribirse en ADN natural, aunque en un grado más limitado. 
Además de usarse como extensiones de cadenas de ADN molde, la actividad de AXN se ha probado para su uso como catalizador genético. Aunque las proteínas son los componentes más comunes de la actividad enzimática celular, los ácidos nucleicos (como por ejemplo, el ARN) también son utilizados por la célula para catalizar reacciones. Un estudio de 2015 descubrió que varios tipos diferentes de AXN, más notablemente FANA (ácido 2'-fluoroarabinonucleico), así como AHN, ACeN y ANA (ácido arabinonucleicos) podrían usarse para escindir ARN durante el procesamiento postranscripcional del ARN, actuando como enzimas AXN, de ahí el nombre AXNzimas. Las AXNzimas FANA también mostraron la capacidad de ligar sustratos de ADN, ARN y AXN.  Aunque los estudios de AXNzyme aún son preliminares, este estudio fue un paso en la dirección de la búsqueda de componentes de circuitos sintéticos que sean más eficientes que aquellos que contienen contrapartes de ADN y ARN que pueden regular el ADN, el ARN y sus propios sustratos, AXN.

### Ampliando el alfabeto genético
Aunque los AXN han modificado las cadenas principales, otros experimentos apuntan al reemplazo o ampliación del alfabeto genético del ADN con pares de bases no naturales. Por ejemplo, se ha diseñado ADN que tiene, en lugar de las cuatro bases estándar A, T, G y C, seis bases A, T, G, C y las dos nuevas P y Z (donde Z representa 6-amino-5-nitro3-(l'-pD-2'-desoxirribofuranosil)-2(1H)-piridona, y P representa 2-amino-8-(1-beta-D-2'-desoxirribofuranosil)imidazo[1,2-a]-1,3,5-triazin-4 (8H)).    En un estudio sistemático, Leconte et al. probaron la viabilidad de 60 bases candidatas (lo que potencialmente produjo 3600 pares de bases) para su posible incorporación al ADN. 
En 2002, Hirao et al. desarrollaron un par de bases no naturales entre 2-amino-8-(2-tienil)purina (s) y piridina-2-ona (y) que funcionan in vitro en la transcripción y traducción hacia un código genético para la síntesis de proteínas que contiene aminoácidos no estándar.  En 2006, crearon 7-(2-tienil)imidazo[4,5-b]piridina (Ds) y pirrol-2-carbaldehído (Pa) como un tercer par de bases para la replicación y la transcripción  y, posteriormente, se descubrió que Ds y 4-[3-(6-aminohexanamido)-1-propinil]-2-nitropirrol (Px) eran un par de alta fidelidad en la amplificación por PCR.   En 2013, aplicaron el par Ds-Px a la generación de aptámeros de ADN mediante selección in vitro (SELEX) y demostraron que la expansión del alfabeto genético aumenta significativamente las afinidades de los aptámeros de ADN con las proteínas objetivo. 
En mayo de 2014, los investigadores anunciaron que habían introducido con éxito dos nuevos nucleótidos artificiales en el ADN bacteriano, junto con los cuatro nucleótidos naturales, y al incluir nucleótidos artificiales individuales en el medio de cultivo, pudieron pasar las bacterias 24 veces; no crearon ARNm ni proteínas capaces de usar los nucleótidos artificiales.   

### Nuevas polimerasas
Ni el AXN ni las bases artificiales son reconocidas por las polimerasas naturales. Uno de los principales desafíos es encontrar o crear nuevos tipos de polimerasas que puedan replicar estas construcciones nuevas en la naturaleza. En un caso se descubrió que una variante modificada de la transcriptasa inversa del VIH era capaz de amplificar por PCR un oligonucleótido que contenía un par de bases de tercer tipo.   Pinheiro et al. (2012) demostraron que el método de evolución y diseño de la polimerasa condujo con éxito al almacenamiento y recuperación de información genética (de menos de 100 pb de longitud) de seis polímeros genéticos alternativos basados en arquitecturas de ácidos nucleicos simples que no se encuentran en la naturaleza, los xenoácidos nucleicos. 

### Ingeniería del código genético
Uno de los objetivos de la xenobiología es reescribir el código genético. El enfoque más prometedor para cambiar el código es la reasignación de codones poco utilizados o incluso no utilizados.  En un escenario ideal, el código genético se expande en un codón, habiéndose liberado así de su antigua función y reasignado completamente a un aminoácido no canónico (AAnc). Estos métodos son laboriosos de implementar aunque se pueden aplicar algunos atajos. Por ejemplo, en bacterias que son auxótrofas para aminoácidos específicos y en algún punto del experimento se les alimenta con análogos isoestructurales en lugar de los aminoácidos canónicos para los que son auxótrofas. En esa situación, los residuos aminoácidos canónicos en las proteínas nativas se sustituyen por los no canónicos. Incluso es posible la inserción de múltiples AAnc diferentes en la misma proteína.  Po otro lado, el repertorio de 20 aminoácidos canónicos no sólo se puede ampliar, sino que se puede reducir también a 19.  Al reasignar los pares de ARN de transferencia (ARNt)/aminoacil-ARNt sintetasa, se puede cambiar la especificidad del codón. Las células dotadas de dichas aminoacil-[ARNt sintetasas] son capaces de leer secuencias de [ARNm] que no tienen sentido para la maquinaria de expresión genética existente.  La ARNt sintetasa puede conducir a la incorporación in vivo de aminoácidos no canónicos en proteínas.   En el pasado, la reasignación de codones se realizaba a escala limitada. Sin embargo, en 2013, Farren Isaacs y George Church de la Universidad de Harvard publicaron un estudio sobre el reemplazo de los 321 codones de terminación TAG presentes en el genoma de E. coli con codones TAA sinónimos, demostrando así que las sustituciones masivas se pueden realizar en cepas de orden superior sin efectos letales.  Tras el éxito de este reemplazo de codones en todo el genoma, los autores continuaron y lograron la reprogramación de 13 codones, lo que afecta directamente a 42 genes esenciales. 
Un cambio aún más radical en el código genético es el cambio de un codón triplete a un codón cuatriplete e incluso quintuplete, logrado por Sisido en sistemas libres de células  y por Schultz en bacterias.  Finalmente, se pueden utilizar pares de bases no naturales para introducir nuevos aminoácidos en las proteínas. 

### Evolución dirigida
El objetivo de sustituir el ADN por AXN también se puede alcanzar por otra vía: modificando el entorno en lugar de los módulos genéticos. Marlière y Mutzel demostraron con éxito este enfoque con la producción de una cepa de E. coli cuyo ADN está compuesto de nucleótidos estándar A, C y G pero tiene el análogo sintético de timina 5-clorouracilo en lugar de timina (T) en las posiciones correspondientes de la secuencia. Estas células dependen entonces del 5-clorouracilo suministrado externamente para su crecimiento pero, por lo demás, tienen el aspecto y el comportamiento de una E. coli normal. Sin embargo, estas células aún no son completamente auxótrofas para esa base, ya que todavía crecen con timina cuando esta se suministra al medio. 

## Bioseguridad
Los sistemas xenobiológicos están diseñados para transmitir ortogonalidad a los sistemas biológicos naturales. Un organismo (aún hipotético) que utiliza AXN,  diferentes pares de bases y polimerasas y tiene un código genético alterado, difícilmente podrá interactuar con formas naturales de vida a nivel genético. Por tanto, estos organismos xenobiológicos representarían un enclave genético que no puede intercambiar información con las células naturales.  La alteración de la maquinaria genética de la célula conduce a la contención semántica. En analogía con el procesamiento de información en TI, este concepto de seguridad se denomina «cortafuegos genético».   El concepto de cortafuegos genético parece superar una serie de limitaciones de los sistemas de seguridad anteriores.   Una primera evidencia experimental del concepto teórico del cortafuegos genético se logró en 2013 con la construcción de un organismo genómicamente recodificado (ORG). En este ORG, todos los codones de parada UAG conocidos en E. coli fueron reemplazados por codones UAA, lo que permitió la eliminación del factor de liberación 1 y la reasignación de la función de traducción de UAG. El ORG exhibió una mayor resistencia al bacteriófago T7, lo que demostraría que los códigos genéticos alternativos reducen la compatibilidad genética.  Sin embargo, este ORG sigue siendo muy similar a su «padre» natural y no se puede considerar que tenga un cortafuegos genético. La posibilidad de reasignar la función de un gran número de tripletes abre la perspectiva de tener cepas que combinen AXN, nuevos pares de bases, nuevos códigos genéticos, etc. que no puedan intercambiar ninguna información con el mundo biológico natural. Independientemente de los cambios que conduzcan a un mecanismo de contención semántica en nuevos organismos, cualquier sistema bioquímico nuevo todavía debe someterse a un examen toxicológico. Los AXN, proteínas nuevas, etc. podrían representar toxinas nuevas o tener un potencial alérgico que necesita ser evaluado.  

## Regulación
La xenobiología podría desafiar el marco regulatorio, ya que actualmente las leyes y directivas abordan los organismos genéticamente modificados y no mencionan directamente los organismos modificados química o genómicamente. Teniendo en cuenta que no se esperan verdaderos organismos xenobiológicos en los próximos años, los responsables políticos tienen cierto tiempo para prepararse para un próximo desafío de gobernanza. Desde 2012, los siguientes grupos han retomado el tema como un asunto de gobernanza en desarrollo: asesores de políticas en los EE. UU.,  cuatro Juntas Nacionales de Bioseguridad en Europa,  la Organización Europea de Biología Molecular,  y el Comité Científico de Riesgos Sanitarios Emergentes y Recientemente Identificados (SCENIHR) de la Comisión Europea en tres opiniones (Definición, metodologías de evaluación de riesgos y aspectos de seguridad, y riesgos para el medio ambiente y la biodiversidad relacionados con la biología sintética y prioridades de investigación en el campo de la biología sintética).
 